# Catane (gmina)
Catane – gmina w Rumunii, w okręgu Dolj. Obejmuje miejscowości Catane i Catanele Noi. W 2011 roku liczyła 1832 mieszkańców.